# David Seifert
Pour les articles homonymes, voir Seifert.
David Seifert, né à Wolanka en Galicie autrichienne (aujourd'hui Boryslav en Ukraine) le 31 décembre 1896 et mort à Meudon le 18 janvier 1980, est un peintre juif polonais devenu français.

## Biographie
En 1910 David Seifert intègre l'école supérieure des arts et métiers de Lwow où il rencontre Sigmund Menkes et Alfred Aberdam. En 1912 il entre à l’école des Beaux-Arts de Weimar avec Joachim Weingart ; il y rencontre Paul Klee. En 1915, l’industriel et mécène Karol Kratz découvre sa peinture et décide de le soutenir pendant ses années de formation à Berlin et à Paris. Son premier fils, Tolek, né en Pologne, meurt en bas âge en 1926 mais l'année suivante naît son second fils Anatole. Peu après, il est choisi, avec 33 autres artistes dont Marie Vassilieff et Pierre Dubreuil, pour décorer un pilastre de la brasserie « La Coupole » à Paris : l’inauguration a lieu le 20 décembre 1927.
De 1930 à 1937, David Seifert vit à Sanary-sur-Mer (Var) dans le quartier de Portissol, dans un cabanon de pêcheur très modeste. Ne parvenant pas à subvenir à ses besoins et à ceux de son épouse Anna et de leur fils Anatole, il travaille pour les époux Feuchtwanger. Il réalise notamment un buste de Marta Feuchtwanger, actuellement exposé à la Villa Aurora à Pacific Palisades. David Seifert réalise également des affiches pour le directeur des cinémas de Toulon qui s'extasie devant ses tableaux. En 1937, il revient s'installer avec sa famille à Paris et loge au 73 rue Notre-Dame-des-Champs, sur le même palier qu’Othon Friesz dont il devient l’ami. En 1940, le Ministère de la Culture devient l'acquéreur d'une de ces œuvres : L'île de Bréhat.
Le 16 juillet 1942, la famille échappe à la « rafle du Vel' d'hiv » grâce à l'amitié d'Othon Friesz, dont l'épouse ayant dîné à la Préfecture, les prévient à temps. Anatole, « christianisé » pour l'état-civil, continue sa scolarité au collège Stanislas à Paris, tandis que David et son épouse doivent se cacher jusqu’à la libération dans une maisonnette à Vaudherlan.
Après la guerre, Anna devient courtière d’art, mais ce sont des galeristes tels que Vladimir Raykis de la galerie « Zak » qui permettent au peintre de vivre. David expose aussi à la galerie « Montmorency » de la rue du Cherche-Midi en mai-juin 1960, et en 1961 la famille s’installe dans un pavillon sis 25 route des Gardes à Meudon, où un parent du peintre, le docteur Seifert, tient alors son cabinet. David installe son atelier dans le grenier de la maison. En 1972, il obtient un grand prix à Cannes dans la catégorie « paysage ». Anna décède en 1976. David Seifert reste veuf et peint jusqu'à sa mort.